# Ansökningar om olympiska vinterspelen 2018
Tre städer ansökte om olympiska vinterspelen 2018 till Internationella olympiska kommittén. Fram till 15 oktober 2009 lämnades ansökningarna till IOK som på sin 123:e kongress i Durban den 6 juli 2011 röstade om vem som skulle få arrangera spelen.
Städerna som ansökte var Annecy, Frankrike, München, Tyskland (arrangör av sommar-OS 1972) och Pyeongchang, Sydkorea. Detta är det lägsta antalet städer som ansökt om ett olympiskt spel sedan 1988. I första omgången av röstningen fick Pyeongchang majoritet med 63 av 95 röster. München fick 25 och Annecy 7, vilket var det lägsta antal röster en kandidat fått sedan 1995.

## Kalender
- 31 juli 2009 — IOK tar emot nomineringar från de nationella olympiska kommittéerna
- 15 oktober 2009 — IOK slutar ta emot nomineringar
- 2–5 december 2009 — Seminarium för nominerade städer vid IOK:s högkvarter i Lausanne, Schweiz
- 15 mars 2010 — Färdiga ansökningar lämnas in från de sökande städerna
- 22 juni 2010 — IOK väljer ut officiella kandidater
- 11 januari 2011 — Kontroll av fullständiga ansökningar
- Februari - mars 2011 — Besök hos ansökande städer
- 10 maj 2011 — Rapport om ansökningar släpps
- 18–29 maj 2011 - Diskussion kring ansökningar, Lausanne
- 6 juli 2011 — IOK meddelar vilken stad som får arrangera spelen

## Resultat
Det krävdes bara en omgång för att Pyeongchang skulle få majoriteten som krävdes för att få spelen. Pyeongchang fick även det hitintills högsta röstantalet för första omgången i IOK:s omröstningar. Det var första gången sedan valet av arrangör för vinterspelen 2006 som bara en omgång behövdes. Antalet röster för Annecy var det lägsta i vinterspelsammanhang sedan 1995 då arrangör för spelen 2002 valdes. 
| Stad        | Nation    | Omgång 1 |
| Pyeongchang | Sydkorea  | 63       |
| München     | Tyskland  | 25       |
| Annecy      | Frankrike | 7        |

| Statligt och folkligt stöd samt rättsliga frågor | 7,5 | 8,5  | 6,9 | 8,6  | 8,4 | 9,0 |
| Generell infrastruktur                           | 8,0 | 9,0  | 5,4 | 6,9  | 6,7 | 8,0 |
| Sportanläggningar                                | 7,0 | 8,6  | 5,6 | 6,9  | 6,8 | 8,5 |
| Olympisk by                                      | 6,2 | 7,6  | 4,5 | 5,8  | 6,2 | 7,9 |
| Miljöpåverkan och miljöförhållanden              | 7,8 | 8,8  | 6,6 | 7,9  | 7,2 | 8,5 |
| Boende                                           | 9,3 | 9,8  | 6,1 | 7,2  | 9,3 | 9,8 |
| Transportkoncept                                 | 8,0 | 8,8  | 5,5 | 7,5  | 8,3 | 9,0 |
| Säkerhet                                         | 7,5 | 8,5  | 7,0 | 8,5  | 7,5 | 8,5 |
| Erfarenhet från tidigare sportevenemang          | 9,0 | 10,0 | 9,0 | 10,0 | 8,0 | 9,0 |
| Finans                                           | 6,7 | 8,6  | 6,9 | 8,5  | 6,9 | 8,3 |
| Allmänt koncept                                  | 8,0 | 9,0  | 4,0 | 7,0  | 8,0 | 9,0 |

## Val av officiella ansökningar
IOK:s val av de officiella ansökningarna är i vanliga fall till för att utesluta betydligt sämre ansökningar från det valet av arrangör. Men då det bara var tre ansökningar valdes som förväntat inte någon av ansökningarna bort. IOK genomförde sedvanligt en rapport kring de ansökande städerna som presenterades 23 april 2010. Rapporten är baserad på en arbetsgrupps bedömning inom elva områden på en tio-gradig skala. Alla i arbetsgruppen ger enskilda poäng på alla områden.
| Högsta poäng i området. | Lägsta poäng i området. |

## Ansökningar
Följande städer ansökte om olympiska vinterspelen 2018.

### Annecy
Till en början var Frankrikes olympiska kommitté (CNOSF) ganska negativ till en ansökan om olympiska vinterspelen, då den ville satsa på en ansökan om sommarspelen 2024. Hur som helst visade fyra städer intresse för att få ansöka om spelen, Annecy, Grenoble, Nice och Pelvoux. Den 24 september 2008 meddelade CNOSF att landet kommer ansöka om olympiska spelen. Annecy utsågs som Frankrikes ansökan 18 mars 2009
Annecy planerade att hålla olympiska vinterspelen 9-25 februari 2018 och paralympiska vinterspelen 9-18 mars. Staden tänkte använda både befintlig, ny och tillfällig infrastruktur under spelen. Arrangemanget skulle delas upp i tre zoner: Annecy, Chamonix och Mont Blanc, La Clusaz och Le Grand Bornand. Det skulle även finnas en ensam arena i La Plagne. Förhoppningen var att det i varje zon skulle finnas möjlighet för ett blandat utbud av sporter. Till Annecy planerades snowboard, freestyle, konståkning, short track, hastighetsåkning på skridskor och curling. Där planerades även den olympiska byn, mediacentret och arenan för invigning och avslutning. Till La Clusaz och Le Grand Bornand och planerades nordisk skidsport och skidskytte. I Chamonix och Mont Blanc skulle alpin skidåkning och ishockey förläggas samt ytterligare en olympisk by och ett mediacenter. La Plagne skulle likt vid olympiska vinterspelen 1992 stå värd för bob, rodel och skeleton. 
Med totalt fyra olympiska byar hade restiden till anläggningarna minimerats för idrottarna. Flygplatsen i Genève i Schweiz planerades fungera som huvudflygplats för spelen. Denna flygplats har sedan länge haft fransk pass- och tullkontroll för de som ska till Frankrike.

### München
München arrangerade olympiska sommarspelen 1972, och om staden hade fått arrangera vinter-OS 2018 hade det blivit den första staden som har arrangerat både ett sommarspel och ett vinterspel. Berlin och Hamburg övervägde en ansökan för sommarspelen 2024 eller 2028 men den tyska olympiska kommittén valde Münchens ansökan i första hand. Efter att Salzburg inte fick spelen 2014, känner Tyskland att de hade en bättre chans och att de ville ha spelen så snart som möjligt. Ordförande för Münchens ansökan är konståkningsstjärnan Katarina Witt.
Precis som Annecy ville staden hålla spelen 9-25 februari samt paralympiska spelen 9-18 mars. Bastanken var att använda befintliga samt bygga om anläggningar i olympiaparken från 1972. Spelen skulle uppdelas i två zoner, Garmisch-Partenkirchen och München samt Königssee med en ensam anläggning. I München hade olympiaparken byggts om så att den hade blivit en ispark, samt att den befintliga stadion hade arrangerat invigningen och avslutningen. Konståkning och short track planerades att hållas i befintliga arenor. Den befintliga simarenan skulle tillfälligt byggts om till en curlinghall. Hastighetsåkning på skridskor hade förlagts i en arena som efter spelen kunde demonteras. Ishockeyn planerades till två arenor med endast vissa utbyggnadskrav. 
Garmisch-Partenkirchen skulle stått värd för samtliga sporter som utövas på snö. I Königssee hade skeleton, bob och rodel förlagts. Samtliga tre områden hade haft en egen olympisk by. Både i München och Garmisch-Partenkirchen skulle det ha funnits mediacenter. 

### Pyeongchang
Efter två knappa andraplatser vid ansökningarna för vinterspelen 2010 och 2014, meddelade guvernören i Gangwon-do Jin-sun Kim i september 2007 att Pyeongchang skulle ansöka en tredje gång. Han nämnde bättre kunskap om urvalsprocessen och den stora entusiasmen som anledningar till att fortsätta ansöka. Enligt The Chosun Ilbos undersökning från december 2009 stödjer 91,4 % av koreanerna en ansökan.
Pyeongchang planerar att arrangera spelen på samma datum som de övriga två sökande städerna. Arrangemanget är uppdelat i två zoner, bergszonen i Pyeongchang och kustzonen i Gangneung. Bergszonen blir den centrala delen av spelen, med arenan för invigning och avslutning. De nordiska skidsporterna och skidskytte förläggs också till zonen samt anläggningen för skeleton, bob och rodel. I utkanterna av zonen finns även anläggningarna för snowboard, alpin skidåkning och freestyle. I kustzonen planeras för alla sporter som utövas på is. Även den olympiska byn planeras till kustzonen. Mediacenter kommer att finnas i båda zonerna.

## Potentiella ansökningar
Följande städer uttalade mer eller mindre intresse om att ansöka men ingen lämnade in någon ansökan till IOK.
- Almaty, Kazakstan[15] Almaty ansökte om spelen 2014 men valdes inte ut av IOK till den slutliga omröstningen. Almaty har sökt spelen 2022.[16]
- Bukovel, Ukraina Ukrainas regering meddelade år 2006 att den populära skidorten Bukovel kunde tänkas ansöka om ett spel.[17][18]
- Bursa, Turkiet i västra Anatolia, där vissa grenar planerades hållas i Uludağ Nationalpark.[19]
- Kina Li Zhanshu, guvernör i Heilongjiang uttalade intresse för en eventuell ansökan med Harbin eller Changchun.[20] Xinhua meddelade att ingen av städerna kom att ansöka.[21]
- Frankrike Franska NOK valde mellan fyra städer, Annecy, Grenoble, Nice och Pelvoux varav Annecy blev kandidat. Dessutom hade även Gap, Hautes-Alpes visat intressen men drog tillbaka sina planer.[5]
- Genève, Schweiz Genève planerade en ansökan,[22] men beslutade att satsa mot spelen 2022 istället, men någon ansökan om 2022 blev det inte.[23][24] The Swiss Olympic Committee did not support the bid.[25][26]
- Queenstown[27] En rapport från 2007 visade att Nya Zeelands olympiska kommitté planerade en ansökan med städerna  Queenstown och Dunedin.[28][29][30][31]
- Östersund, Sverige Den nya regeringen från 2006 visade inte samma entusiasm om att ansöka och bekosta spelen som den tidigare gjort. Regeringsskiftet hade redan genomförts när SOK:s ansökan stod klar. Det hade blivit Sveriges åttonde ansökan om olympiska vinterspelen. [32]
- Sarajevo, Bosnien och Hercegovina Efter att ha missat värdskapet för spelen 2010, fanns det ett visst intresse för ett nytt försök.[33]
- Sofia, Bulgarien Vessela Lecheva, Bulgariens olympiska kommitté uttalade sig om förberedelser för att lyckas med en ansökan efter tre misslyckade försök.[18][34]
- Tromsø, Norge Tromsø slog Trondheim och Oslo–Lillehammer när Norges olympiska kommitté röstade.[35] Det blev ingen ansökan från Norge,[36] bland annat på grund av lågt nationellt stöd.[37][38] Alla arenor i Tromsø skulle behöva nybyggas eller kraftigt utbyggas,[39] och kostnaden steg när man räknade noggrannare på det. Norge har ansökt om 2022 års spel med Oslo och Lillehammer som huvudorter, men sedan dragit tillbaka ansökan.
- Övre Carniola, Slovenien Bohinjs borgmästare Franc Kramar föreslog en ansökan tillsammans med övriga regioner i Övre Carniola [40]
- USA Denver, Colorado (Valdes för olympiska vinterspelen 1976, men valde att neka arrangemanget),[41] Reno–Lake Tahoe, Nevada–California,[42][43] och arrangören av spelen 2002 Salt Lake City, Utah,[44] visade intresse. USOC beslutade att inte söka då Chicago ansökte om sommarspelen 2016,[45] och beslutade att inte söka förrän tidigast 2022 års spel,[46] vilket inte heller det gjorts.
- Zaragoza, Spanien Det fanns initiativ till en ansökan från Zaragoza.[47][48][49] Hursomhelst meddelade borgmästaren att en ansökan fick vänta till 2022,[50] med anledning av att spelen enligt rotationsprincipen borde hamna utanför Europa.

### Anökningar
- München
- PyeongChang